# 磺达嗪
磺达嗪（INN：sulforidazine）是一种典型抗精神病药和硫利达嗪的代谢产物。它与美索达嗪都比母体化合物更有效，这表明了硫利达嗪的药理反应可能主要是其代谢产生活性化合物的结果。

## 合成

Thieme 合成：专利：